# Sigourney Weaver
Sigourney Weaver (născută Susan Alexandra Weaver; n. 8 octombrie 1949, Manhattan, New York) este o actriță americană. Rolul pentru care este foarte bine cunoscută și a consacrat-o este Ellen Ripley în franciza Aliens: Alien, Aliens, Alien 3 and Alien Resurrection. La fel de celebră au făcut-o și rolurile din filmele Ghostbusters, Ghostbusters II, Gorillas in the Mist, The Ice Storm, Working Girl și Avatar. A fost nominalizată de trei ori pentru premiul Oscar pentru cea mai bună actriță, în filmele Aliens (1986), Gorillas in the Mist (1988), Working Girl (1988) și a câștigat și trei premii Globul de Aur. Mai mult, a fost supranumită „Regina Science Fiction-ului” ("The Sci-Fi Queen"), pentru că a jucat în foarte multe filme cu acest subiect.

## Familia și educația

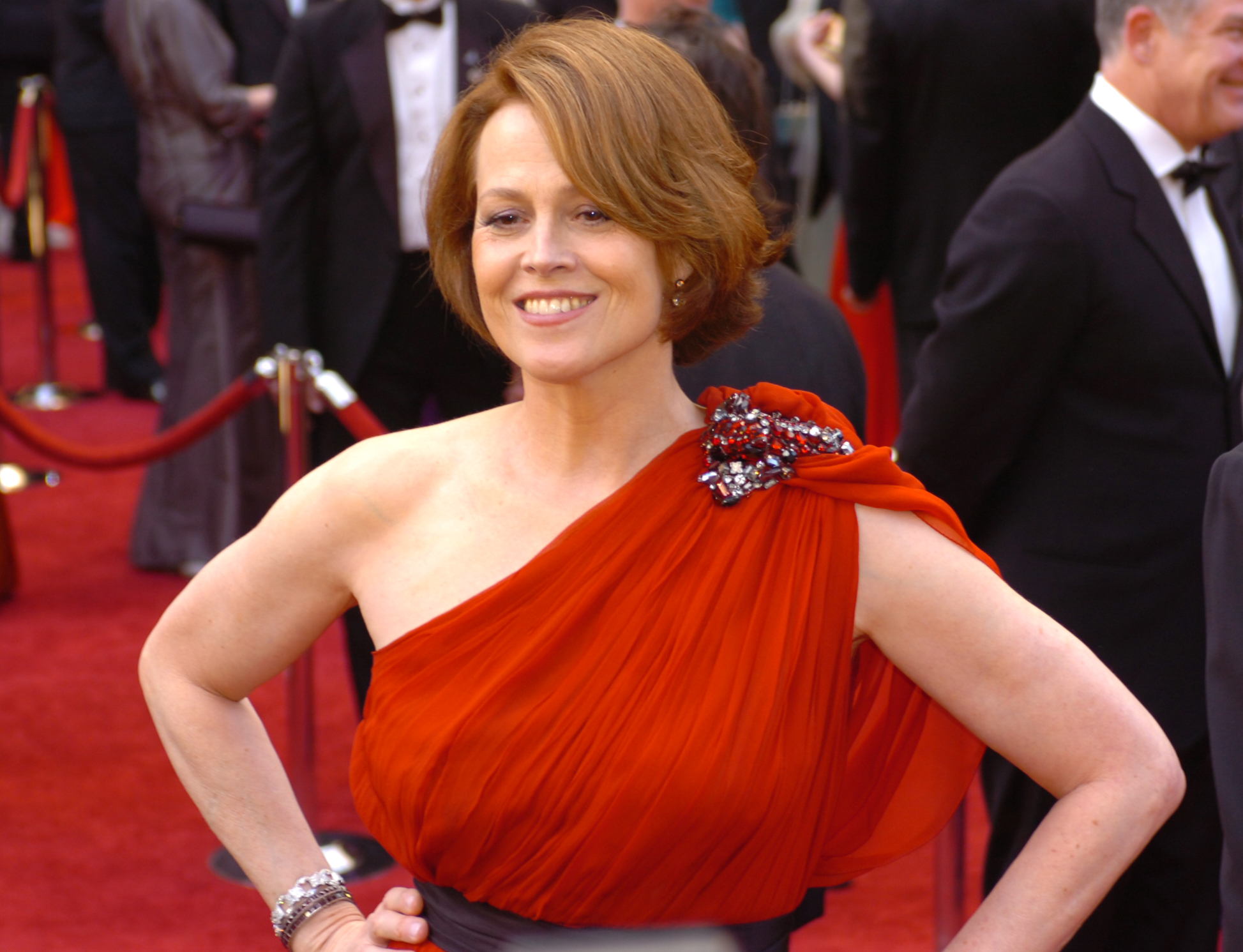
Sigourney Weaver la Premiile Oscar 2010.

Susan Alexandra Weaver s-a născut pe 8 octombrie 1949, în Manhattan, New York, fiind fiica actriței Elizabeth Inglis și a lui Sylvester "Pat" Laflin Weaver (1908–2002), un pionier al televiziunii. Unchiul său Doodles Weaver a fost și el actor. Abia în 1963 a început să folosească numele de Sigourney Weaver, după ce a interpretat un rol secundar, al lui Sigourney Howard, în The Great Gatsby.. A urmat cursurile Ethel Walker School și a fost foarte complexată în perioada adolescenței sale din cauza înălțimii. La numai 14 ani, actrița avea 1,79 înălțime. A urmat de asemenea cursurile Școlii Chapin. A absolvit cursurile de actorie la Universitatea Stanford în 1972, dar încă din timpul facultății a jucat în mai multe proiecte. În 1974 a câștigat o bursă la Yale University School of Drama  și a apărut în musicalul The Frogs  regizat de Stephen Sondheim, dar și în alt spectacol alături de Meryl Streep, făcându-și astfel debutul.

## Filmografie

### Film
| An   | Film                                           | Rol                                      | Note |
| ---- | ---------------------------------------------- | ---------------------------------------- | --- |
| 1977 | Annie Hall                                     | Alvy's Date Outside Theatre              | |
| 1978 | Madman                                         | Not Specified                            | |
| 1979 | Alien                                          | Ripley                                   | DVDX Award for Best Audio Commentary (New for DVD) (2003 re-issue in Alien Quadrilogy, shared with Ridley Scott, Ronald Shusett, Terry Rawlings, Tom Skerritt, Veronica Cartwright, Harry Dean Stanton and John Hurt) Nominalizare—BAFTA Award for Best Leading Newcomer Nominalizare—Saturn Award for Best Actress  |
| 1981 | Eyewitness                                     | Tony Sokolow                             | |
| 1982 | The Year of Living Dangerously                 | Jilly Bryant                             | |
| 1983 | Deal of the Century                            | Catherine DeVoto                         | |
| 1984 | Ghostbusters                                   | Dana Barrett                             | |
| 1984 | Terror in the Aisles                           | Ripley                                   | archival footage |
| 1985 | Une Femme ou Deux                              | Jessica Fitzgerald                       | |
| 1986 | Half Moon Street                               | Dr. Lauren Slaughter                     | Mystfest Award for Best Actress |
| 1986 | Aliens                                         | Ellen Ripley                             | Saturn Award for Best Actress Nominalizare—Academy Award for Best Actress Nominalizare—Golden Globe Award for Best Actress – Motion Picture Drama |
| 1988 | Gorillas in the Mist: The Story of Dian Fossey | Dian Fossey                              | Golden Apple Award for Female Star of the Year Golden Globe Award for Best Actress – Motion Picture Drama (tied with Jodie Foster and Shirley MacLaine) Nominalizare—Academy Award for Best Actress Nominalizare—Chicago Film Critics Association Award for Best Actress                                             |
| 1988 | Working Girl                                   | Katharine Parker                         | Golden Apple Award for Female Star of the Year Golden Globe Award for Best Supporting Actress – Motion Picture Nominalizare—Academy Award for Best Supporting Actress Nominalizare—BAFTA Award for Best Actress in a Supporting Role Nominalizare—Chicago Film Critics Association Award for Best Supporting Actress |
| 1989 | Ghostbusters II                                | Dana Barrett                             | |
| 1992 | The Snow Queen                                 | Naratoarea                               | Film scurt Doar voce |
| 1992 | Alien 3                                        | Ellen Ripley                             | Also co-producer Nominalizare—Saturn Award for Best Actress |
| 1992 | 1492: Conquest of Paradise                     | Queen Isabella                           | |
| 1993 | Rabbit Ears: Peachboy                          | Naratoarea                               | Film scurt Doar voce |
| 1993 | Dave                                           | Ellen Mitchell                           | |
| 1994 | The Wild Swans                                 | Naratoarea                               | Film scurt Doar voce |
| 1994 | Death and the Maiden                           | Paulina Escobar                          | Gotham Award for Best Actress |
| 1995 | Copycat                                        | Helen Hudson                             | Special Mention Award at the Festival du Film Policier de Cognac (Shared with Holly Hunter) |
| 1995 | Jeffrey                                        | Debra Moorhouse                          | |
| 1997 | The Ice Storm                                  | Janey Carver                             | BAFTA Award for Best Actress in a Supporting Role Hasty Pudding Woman of the Year Award Nominalizare—Golden Globe Award for Best Supporting Actress – Motion Picture Nominalizare—Satellite Award for Best Supporting Actress – Motion Picture                                                                       |
| 1997 | Alien Resurrection                             | (Alien Hybrid Clone of) Ellen Ripley     | Plus co-producătoare Hasty Pudding Woman of the Year Award Nominalizare—Blockbuster Entertainment Award for Favorite Actress – Sci-Fi Nominalizare—Saturn Award for Best Actress |
| 1999 | A Map of the World                             | Alice Goodwin                            | Nominalizare—Golden Globe Award for Best Actress – Motion Picture Drama Nominalizare—Satellite Award for Best Actress – Motion Picture Drama |
| 1999 | Galaxy Quest                                   | Gwen DeMarco/Lieutenant Tawny Madison    | Nominalizare—Blockbuster Entertainment Award for Favorite Actress – Comedy Nominalizare—Saturn Award for Best Actress |
| 2000 | Company Man                                    | Daisy Quimp                              | |
| 2001 | Heartbreakers                                  | Angela Nardino/Max Conners/Ulga Yevanova | Nominalizare—Satellite Award for Best Actress – Motion Picture Musical or Comedy |
| 2001 | Big Bad Love                                   | Betti DeLoreo                            | Doar voce |
| 2002 | Tadpole                                        | Eve Grubman                              | |
| 2002 | The Guys                                       | Joan                                     | Regizat de soțul Jim Simpson, în distribuție mai este fiica Charlotte Simpson Nominalizare—Satellite Award for Best Actress – Motion Picture Drama |
| 2003 | Holes                                          | Warden Walker                            | |
| 2004 | Imaginary Heroes                               | Sandy Travis                             | Nominalizare—Satellite Award for Best Actress – Motion Picture Drama |
| 2004 | The Village                                    | Alice Hunt                               | |
| 2006 | Snow Cake                                      | Linda Freeman                            | Nominalizare—Genie Award for Best Performance by an Actress in a Leading Role Nominalizare—Seattle International Film Festival Award for Best Actress |
| 2006 | The TV Set                                     | Lenny                                    | |
| 2006 | Infamous                                       | Babe Paley                               | |
| 2007 | Happily N'Ever After                           | Frieda                                   | Doar voce |
| 2007 | The Girl in the Park                           | Julia Sandburg                           | |
| 2008 | Vantage Point                                  | Rex Brooks                               | |
| 2008 | Be Kind Rewind                                 | Ms. Lawson                               | |
| 2008 | Baby Mama                                      | Chaffee Bicknell                         | |
| 2008 | WALL•E                                         | Computer                                 | Doar voce |
| 2008 | The Tale of Despereaux                         | Naratoarea                               | Doar voce |
| 2009 | Avatar                                         | Dr. Grace Augustine                      | Saturn Award for Best Supporting Actress Nominalizare—Scream Award for Best Supporting Actress |
| 2010 | Crazy on the Outside                           | Vicky Zelda                              | |
| 2010 | You Again                                      | Ramona Clark                             | |
| 2011 | Cedar Rapids                                   | Marcy Vanderhei                          | |
| 2011 | Paul                                           | "The Big Guy"                            | |
| 2011 | Abduction                                      | Dr. Geraldine "Geri" Bennett             | |
| 2011 | Rampart                                        | Joan Confrey                             | |
| 2012 | The Cabin in the Woods                         | The Director                             | |
| 2012 | Red Lights                                     | Margaret Matheson                        | |
| 2012 | The Cold Light of Day                          | Jean Carrack                             | |
| 2012 | Vamps                                          | Cisserus                                 | |
| 2014 | Exodus: Gods and Kings                         | Tuya                                     | |
| 2015 | Chappie                                        | Michelle Bradley                         | |
| 2016 | Finding Dory                                   | Rolul ei                                 | Rol de voce |
| 2016 | Ghostbusters                                   | Dr. Rebecca Gorin                        | Cameo |
| 2016 | A Monster Calls                                | Grandma                                  | |
| 2016 | The Assignment                                 | Dr. Rachel Jane                          | |
| 2017 | The Meyerowitz Stories (New and Selected)      | Rolul ei                                 | |
| 2017 | Rakka                                          | Jasper                                   | Scurtmetraj |
| 2020 | Avatar 2                                       | TBA                                      | Filmări |
| 2021 | Avatar 3                                       | TBA                                      | Filmări |

### Televiziune
| An   | Program                           | Rol                            | Note |
| ---- | --------------------------------- | ------------------------------ | --- |
| 1976 | Somerset                          | Avis Ryan                      | |
| 1977 | The Best of Families              | Laura Wheeler                  | |
| 1979 | 3 by Cheever: The Sorrows of Gin  | Marcia Lawton                  | |
| 1979 | 3 by Cheever: O Youth and Beauty! | Marcia Lawton                  | |
| 1997 | Snow White: A Tale of Terror      | Lady Claudia Hoffman           | Hasty Pudding Woman of the Year Award Nominalizare—Primetime Emmy Award for Outstanding Lead Actress – Miniseries or a Movie Nominalizare—Screen Actors Guild Award for Outstanding Performance by a Female Actor in a Miniseries or Television Movie |
| 2002 | Futurama                          | The Female Planet Express Ship | Episodul: "Love and Rocket" (Doar voce) |
| 2008 | Eli Stone                         | Therapist                      | Episodul: "The Path" |
| 2009 | Prayers for Bobby                 | Mary Griffith                  | Trevor Life Award Nominalizare—Golden Globe Award for Best Actress – Miniseries or Television Film Nominalizare—Primetime Emmy Award for Outstanding Lead Actress – Miniseries or a Movie Nominalizare—Prism Award for Best Actress Nominalizare—Satellite Award for Best Actress – Miniseries or Television Film Nominalizare—Screen Actors Guild Award for Outstanding Performance by a Female Actor in a Miniseries or Television Movie                                  |
| 2011 | Spring/Fall                       |                                | |
| 2012 | Political Animals                 | Elaine Barrish                 | Nominalizare—Critics' Choice Television Award for Best Lead Actress - Miniseries or Movie Nominalizare—Golden Globe Award for Best Actress – Miniseries or Television Film Nominalizare—Satellite Award for Best Actress – Miniseries or Television Film Nominalizare—Screen Actors Guild Award for Outstanding Performance by a Female Actor in a Miniseries or Television Movie Nominalizare—Primetime Emmy Award for Outstanding Lead Actress in a Miniseries or a Movie |
| 2014 | My Depression                     |                                | |

### Documentare
| An   | Program                                                    | Rol       | Note            |
| ---- | ---------------------------------------------------------- | --------- | --------------- |
| 1999 | Why Dogs Smile & Chimpanzees Cry                           | Naratoare | Voce            |
| 2001 | The Roman Empire In The First Century                      | Naratoare | Voce            |
| 2003 | National Geographic Specials: The Lost Film of Dian Fossey | Naratoare | Voce            |
| 2006 | Planet Earth                                               | Naratoare | Voce            |
| 2006 | Gorillas Revisited                                         | Ea însăși | Producție BBC   |
| 2009 | ACID TEST: The Global Challenge of Ocean Acidification     | Naratoare | Voce și imagine |

### Jocuri Video
| An   | Joc                              | Rol                 | Note                                       |
| ---- | -------------------------------- | ------------------- | ------------------------------------------ |
| 2009 | James Cameron's Avatar: The Game | Dr. Grace Augustine | Xbox 360/PS3/Wii version                   |
| 2014 | Alien: Isolation                 | Ellen Ripley        | "Crew Expendable" and "Last Survivor" DLCs |

## Premii

### Lifetime Achievement
| An   | Ceremonie                             | Premiu                             |
| ---- | ------------------------------------- | ---------------------------------- |
| 1999 | Star on the Hollywood Walk of Fame    | Star on the Hollywood Walk of Fame |
| 2001 | Chicago International Film Festival   | Lifetime Achievement Award         |
| 2004 | Empire Awards                         | Lifetime Achievement Award         |
| 2006 | Edinburgh International Film Festival | Diamond Award                      |
| 2008 | Marrakech International Film Festival | Honorary Award of the Festival     |
| 2010 | Scream Awards                         | The Heroine Award                  |
| 2013 | Goldene Kamera                        | Best International Actress         |

### Alte premii
| An   | Premiu              | Note                                                                              |
| ---- | ------------------- | --------------------------------------------------------------------------------- |
| 2008 | Trevor Life Award   | For being an inspiration to LGBT youth (for her involvement in Prayers for Bobby) |
| 2011 | Rachel Carson Award | For environmental activism                                                        |

## Scenă
- Better Dead Than Sorry (1971, Yale Cabaret) as Jenny[17]
- Story Theatre (1972, Williamstown Theatre Festival)[18]
- Sarah B. Divine! (1972, Williamstown Theatre Festival) as Anita, the Eternal Maid[19]
- The Resistible Rise of Arturo Ui (1972, Williamstown Theatre Festival) as Dockdaisy[20]
- The Rat Trap (1972, Williamstown Theatre Festival) as Cynthia Muldoon[21]
- Once in a Lifetime (1972, Williamstown Theatre Festival) as Florabel Leigh[22]
- The Elephant Calf (1972, Williamstown Theatre Festival)[23]
- The Tempest (1973, Yale Repertory Theatre)[24]
- Watergate Classics (1973-4, Yale Repertory Theatre)[24]
- Rise and Fall of the City of Mahagonny (1974, Yale University Theatre)[24]
- The Nature and Purpose of the Universe (1974, Direct Theatre) as Eleanor (workshop production)[25]
- The Frogs (1974, Yale Repertory Theatre) as member of the Chorus[26]
- The Constant Wife (1975, Shubert Theatre, understudy) as Marie-Louise Durham[27]
- Titanic (1976, Direct Theatre) as Lidia/Annabella/Harriet[28]
- Das Lusitania Songspiel (1976, Van Dam Theatre)[29]
- Gemini (1976, Playwright's Horizons) as Judith Hastings[30]
- Marco Polo Sings a Solo (1977, Public/Newman Theatre) as Freydis[31]
- Conjuring an Event (1978, American Place Theatre) as Annabella[32]
- A Flea in Her Ear (1978, Hartford Stage)[33]
- New Jerusalem (1979, Public Theater)[34]
- Das Lusitania Songspiel (new version) (1980, Westside Theatre).[35] Also co-authored the play with Christopher Durang.
- Lone Star (1980) as Elizabeth
- Beyond Therapy (1981, Phoenix Theatre) as Prudence[36]
- As You Like It (1981, Dallas Festival of Shakespeare) as Rosalind
- Animal Kingdom (1982, Berkshire Festival) as Cecelia Henry[37]
- Old Times (1983, Williamstown Theatre Festival) as Anna[38]
- Hurlyburly (1984-5, Ethel Barrymore Theatre) as Darlene.[39]
- A Streetcar Named Desire (1986, Williamstown Theatre Festival) as Stella Kowalski[40]
- The Merchant of Venice (1986-7, Classic Stage Company) as Portia[41]
- The Show-Off (1988, Williamstown Theatre Festival) as Clara[42]
- Sex and Longing (1996, Cort Theatre) as Lulu[43]
- The Guys (2001-2, The Flea Theater) as Joan[44]
- The Mercy Seat (2002, Acorn Theatre) as Abby Prescott[45]
- Mrs Farnsworth (2004, The Flea Theater) as Marjorie Farnsworth[46]
- Crazy Mary (2007, Playwright's Horizons) as Lydia[47]
- Love Letters (2007, The Flea Theater, single benefit performance) as Melissa Gardner[48]
- Love Letters (2008, The Detroit Film Theatre, single benefit performance) as Melissa Gardner[49]
- Vanya and Sonia and Masha and Spike (2012, McCarter Theatre) as Masha

## Discografie (coloane sonore)
| An   | Coloană sonoră       | Cântec                       |
| ---- | -------------------- | ---------------------------- |
| 1993 | Dave                 | "Tomorrow"                   |
| 2001 | Heartbreakers        | "Back in the U.S.S.R."       |
| 2006 | Snow Cake            | "Deep in the Heart of Texas" |
| 2007 | The Girl in the Park | "Ooh Shoo Be Doo Be"         |